# Salland

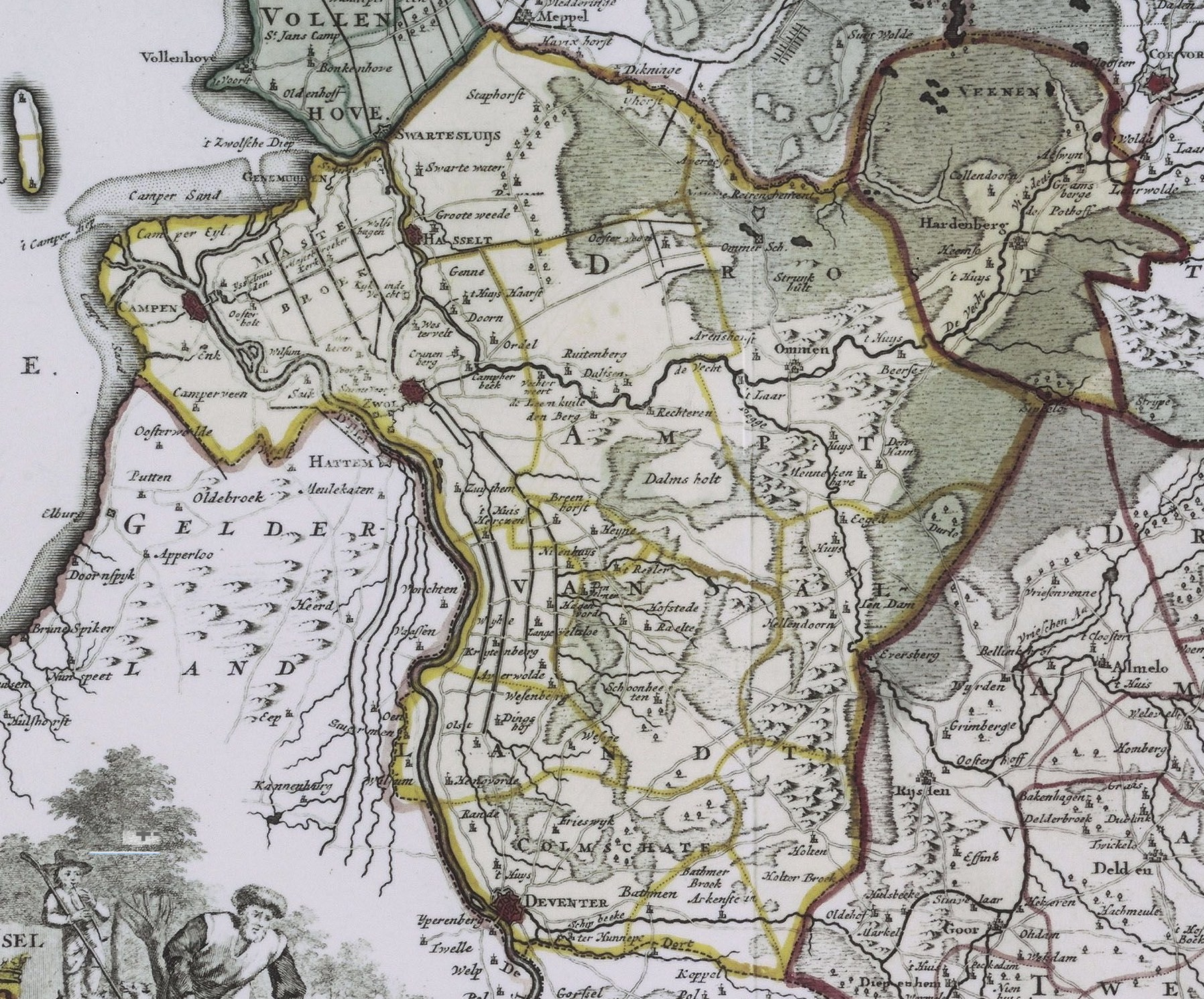
Kaart van Salland uit 1757

Salland (Nedersaksisch: Sallaand) is een landstreek in het westen van de Nederlandse provincie Overijssel.
De grenzen van deze streek zijn moeilijk aan te geven. In het algemeen wordt aangenomen dat Salland het Overijsselse gebied buiten Twente en de Kop van Overijssel omvat.
Uit de kaart Transisalania Provincia Vulgo Over-Yssel van 1740 is af te leiden dat het historische 'Drostampt van Sallandt' zich uitstrekte over een gebied dat ruwweg loopt van Hardenberg, Dalfsen, Ommen, Staphorst, Zwolle, Deventer, Holten, Hellendoorn en Den Ham.
In 2021 werd na een ontwerpwedstrijd een Sallandse vlag gekozen.

## Naam
De naam Salland werd traditioneel in verband gebracht met de Saliërs, een Frankische stam.
 Deze zouden dan in laat-Romeinse tijd (ca. 3e eeuw) verdreven zijn door de Saksen.
In 814 wordt een gebied beschreven dat men Salahom noemt en dat is gelegen waar de rivier de Hisla uitmondt in de zee. In 1225 is er een bisschoppelijke schout aangesteld over het gebied Psallandia. Bisschop Jan Van Arkel vormde in 1346 een nieuwe bestuurlijke eenheid en noemt het landschap Salland.
Dit landschap Salland was verdeeld in het drostambt Salland, het schoutambt van Colmschate, het drostambt IJsselmuiden, het hoogschoutambt Hasselt en de heerlijkheid Zalk. Verder maakten de toen drie belangrijkste steden van Overijssel (Deventer, Zwolle en Kampen) en de kleinere steden Grafhorst, Gramsbergen, Hasselt, Hardenberg, Ommen en Wilsum er deel van uit. De grotere plaatsen Dalfsen en Raalte hebben nooit stadsrechten gekregen.

## Ontstaan

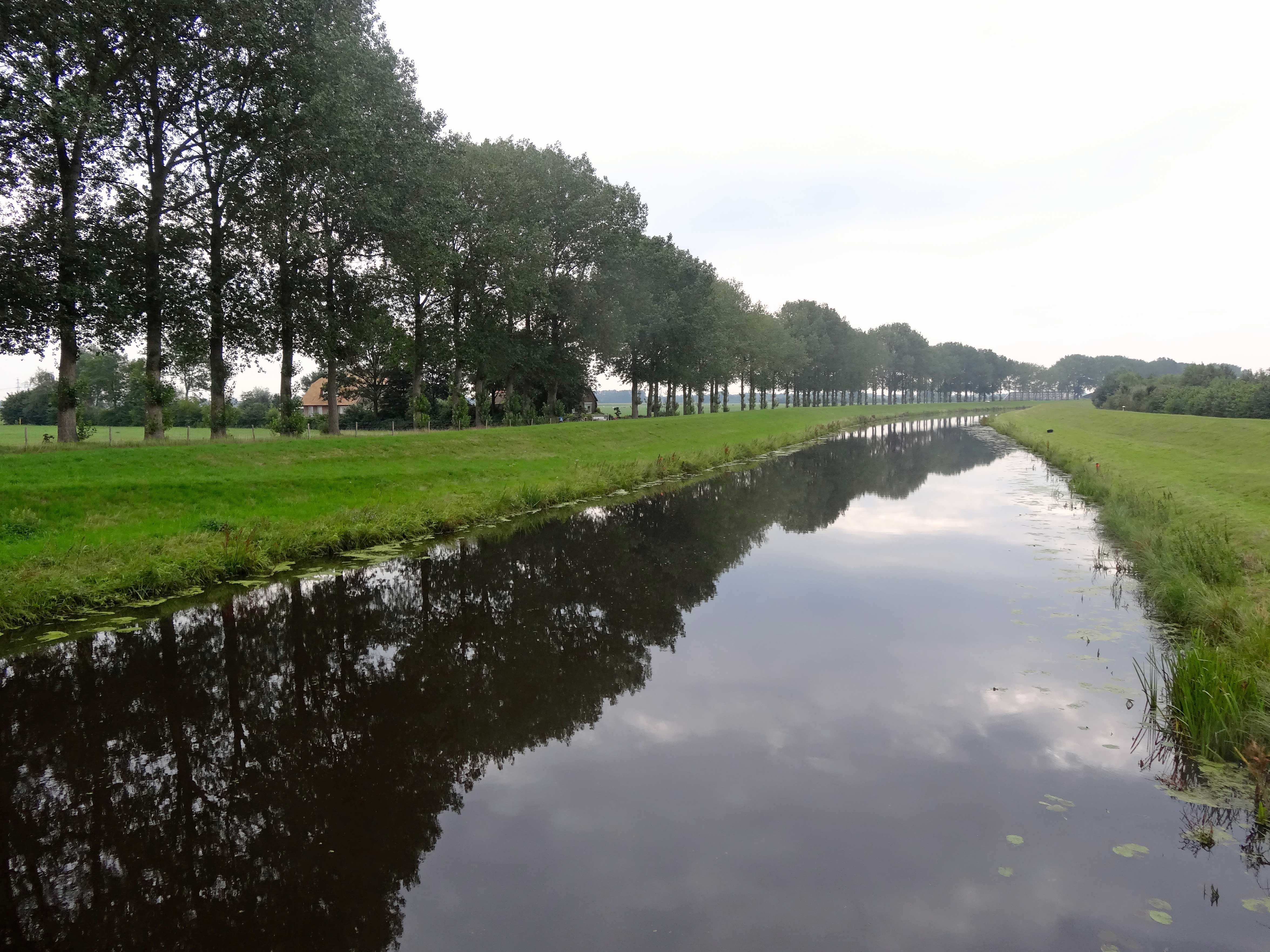
De Soestwetering ten zuiden van Zwolle

Voor en tijdens de warmere periodes gedurende de ijstijden hebben de rivieren Rijn, Wezer en Elbe de basis gelegd voor het huidige Sallandse landschap door enorme hoeveelheden zand aan te voeren. Door Salland liep een brede rivier naar het noorden. Via het dal hiervan schoof gedurende de voorlaatste ijstijd een ijskap van soms tweehonderd meter dik naar het zuiden. Het dal werd hierdoor dieper en aan de randen ver omhoog geduwd. Zo ontstonden de stuwwallen die nu nog aanwezig zijn als de Sallandse heuvelrug en de Noordoost-Veluwse heuvels. De schuivende ijsmassa bracht stenen en leem mee uit Scandinavië. Dit bleef achter toen het ijs smolt, maar werd door de woeste smeltwaterrivieren al snel bedekt door een dikke laag grof zand en keien, die het brede dal opvulden.
Hier overheen kwamen in grote delen van Salland door verstuiving nog oude en jonge dekzanden. In het laatste stadium zijn deze neergelegd in de vorm van ruggen die, afgewisseld door laagten, vanuit het oosten in de richting van de IJssel lopen. Afwatering naar het noorden werd door de dekzandruggen geblokkeerd.
Tienduizend jaar geleden, aan het begin van het huidige geologische tijdperk, ontwikkelde zich al vrij snel een gevarieerde vegetatie met veel loofbomen. Doordat het klimaat natter werd vormde zich zo'n vijfduizend jaar geleden in veel lagere gebieden een veenlaag die nu soms nog 50 centimeter dik is. Deze veenvorming stopte toen de IJssel weer veel Rijnwater kreeg af te voeren, er kwam daardoor een afzettingslaag van rivierklei over het veen heen. In mindere mate geldt dit gegeven ook voor het Vechtdal.
Vanaf de middeleeuwen zou de mens grote invloed gaan uitoefenen op het landschap door ontbossing en bedijking. Na het verbeteren van de waterhuishouding door het graven van weteringen konden grote delen van het gebied in cultuur worden gebracht.

## Karakteristiek

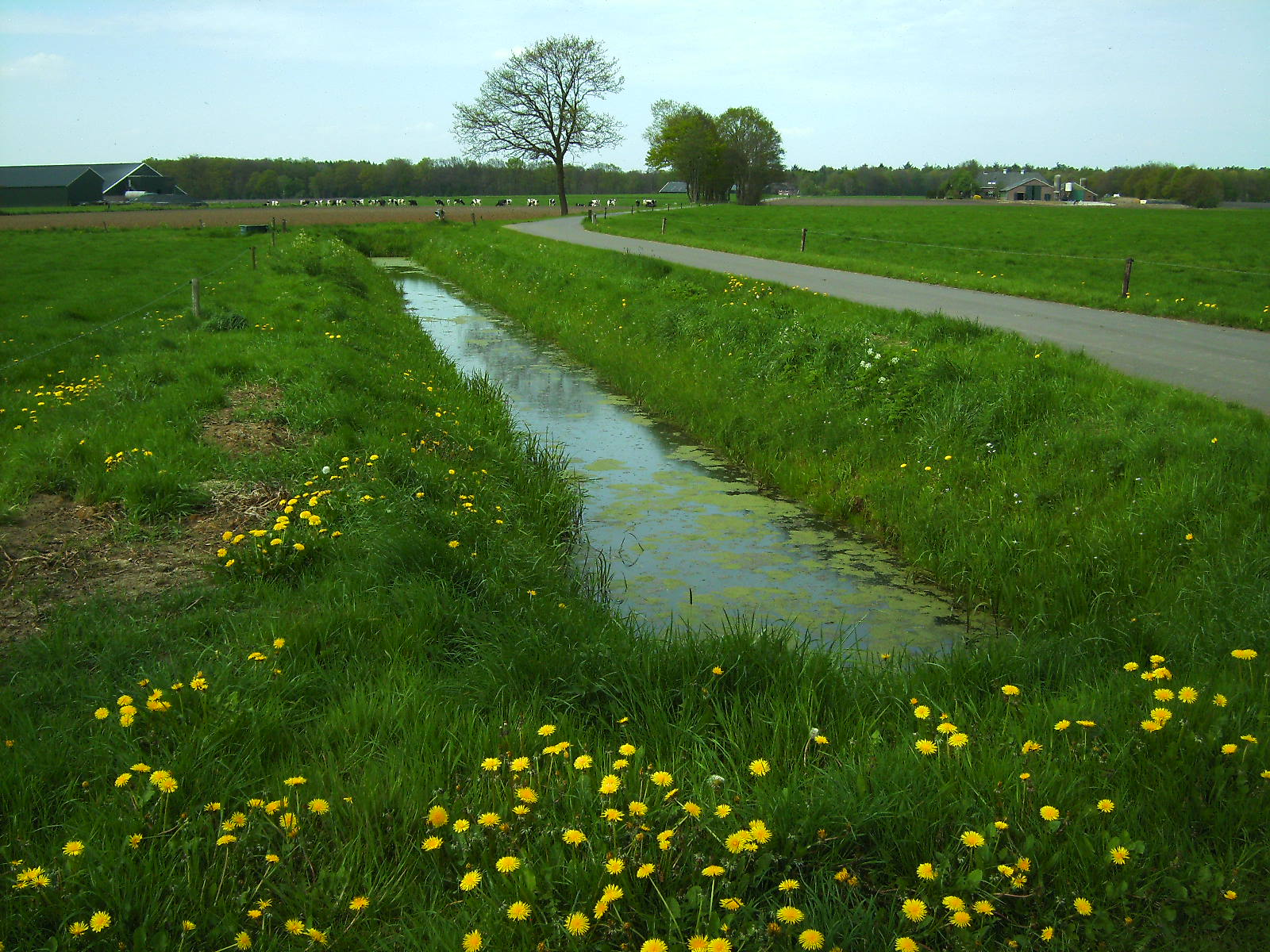
Sallands cultuurlandschap

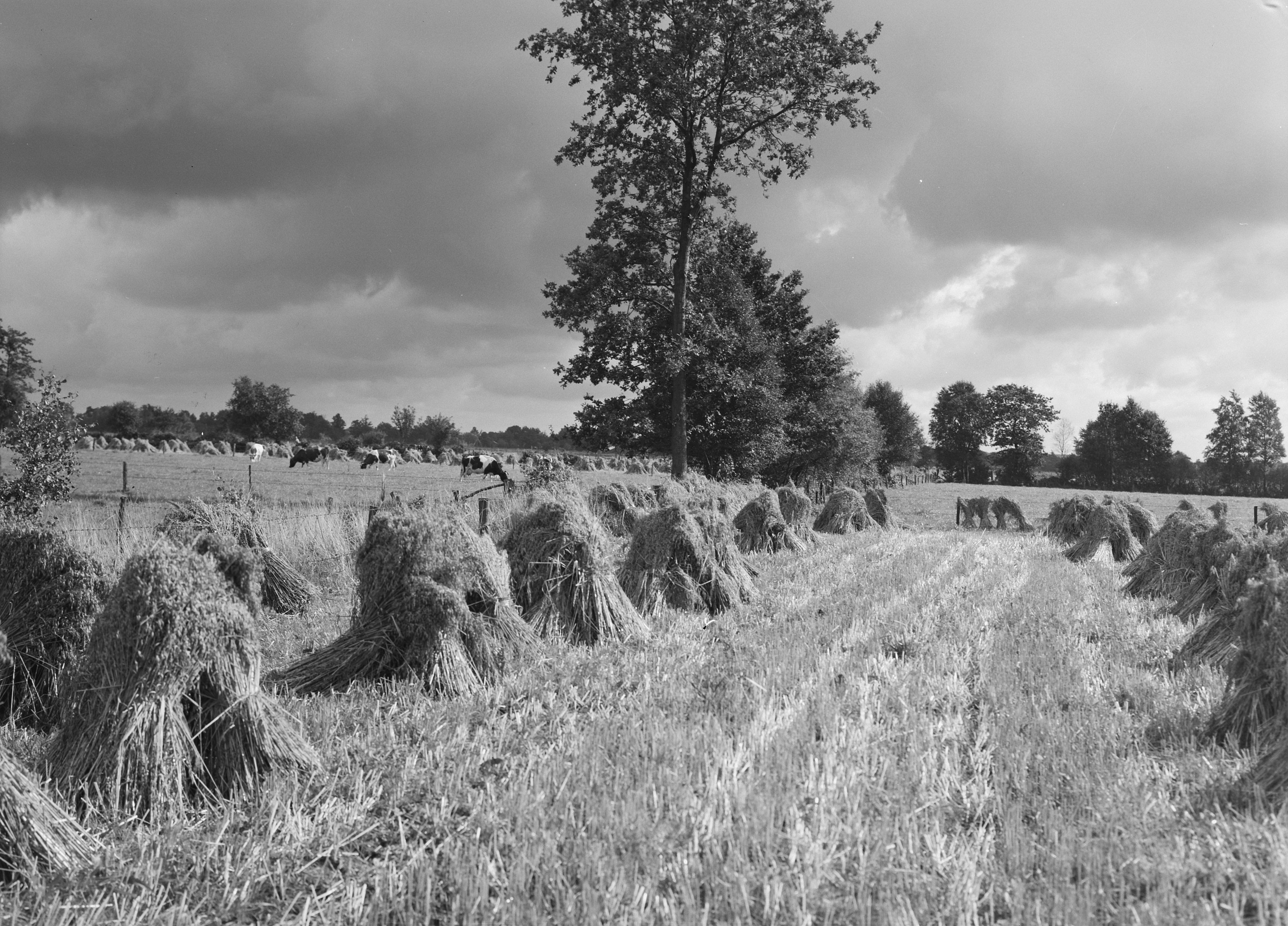
Tot ca. 1980 werd op veel enken of kampen rogge geteeld

Salland is een landstreek die gedomineerd wordt door landbouw en veeteelt. Er zijn veel landgoederen te vinden met bijbehorende havezaten, landhuizen en kastelen. De voor het IJsseldal karakteristieke weteringen werden al in de Middeleeuwen gegraven omdat door stroomruggen en bedijking het water uit het gebied, dat voor een deel van de Sallandse heuvelrug afkomstig was, niet meer vrij naar de rivier kon wegstromen. In het oosten zijn grote 19e-eeuwse ontginningen van woeste gronden. Elders is vaak sprake van een kleinschalig coulisselandschap. Het Nationaal Park Sallandse Heuvelrug is een bijzonder recreatie- en natuurgebied waar het in Nederland ernstig bedreigde korhoen nog voorkomt.
De Sallanders spreken vanouds Sallands, een groep Nedersaksische dialecten die meer Hollandse (westelijke) invloed ondergingen dan het Twents, maar aanzienlijk minder dan het West-Veluws. In het noorden van het Salland - in en om Staphorst, Nieuwleusen, Dedemsvaart en Slagharen - spreekt men geen Sallandse maar Zuidwest-Drentse dialecten. Deze twee groepen zijn nauw verwant, maar verschillen op sommige punten van elkaar (zo krijgen sommige Sallandse verkleinwoorden een umlaut: hoek - huukien; Drentse niet: hoek - hoekien).

## Huidige grenzen
Volgens de provincie Overijssel behoren de volgende gemeenten tot Salland:
| Gemeente        | Inwoners |
| --------------- | -------- |
| Dalfsen         | 29.684   |
| Deventer        | 103.402  |
| Hardenberg      | 62.935   |
| Hellendoorn     | 36.271   |
| Kampen          | 56.186   |
| Olst-Wijhe      | 18.843   |
| Ommen           | 19.035   |
| Raalte          | 38.364   |
| Staphorst       | 17.738   |
| Zwartewaterland | 23.447   |
| Zwolle          | 133.133  |

Bovenstaande gemeenten behoren in hun geheel tot de streek, de gemeenten Twenterand en Rijssen-Holten deels. In die visie spreekt men wel van Noord-, Oost- en Zuid-Salland.
Het gebied langs de Overijsselse Vecht van Gramsbergen tot aan Dalfsen wordt vaak aangeduid als het Vechtdal. Het dialect van deze streek is een overgangsdialect tussen Sallands en Drents.